# Anne Bernard-Lenoir
Anne Bernard-Lenoir (née en France en 1966) est une écrivaine canadienne.

## Biographie
Anne Bernard-Lenoir est née en 1966. Elle est franco-canadienne, et vit au Québec depuis 1989. « Elle est titulaire de diplômes universitaires en géographie et en études urbaines » obtenus en France puis au Canada,.
Jusqu'en 2023, elle a publié en littérature jeunesse une vingtaine de romans, un album et deux pièces de théâtre .
Elle est sélectionnée pour plusieurs prix littéraires jeunesse. 

## Publications
(avril 2024).

### Album documentaire
- Écrire une histoire, c'est construire un château ! (2022)

### Romans
- Le naufragé du Royal Mansion (2023)
- Le chien volant (2016)
- Le Pont du ruisseau Mountain (2013)
- Une disparition poilue (2013)[3],[4]
- L'Invasion des poupons (2013)
- Le Trésor d'Asinius (2013)
- Le Secret du pommier (2012)[5]
- Le Vol de la Joue Ronde (2012)[6]
- L'Inconnu de Beaver (2012)[7]
- L'Expédition Burgess (2011)
- Terreur sur la ligne d'acier (2011)[8],[9].
- La Disparition de Ti-Khuan (2011)[10]
- La Tabatière en or (2011)
- L'Orteil de Paros (2011)[11]
- Le Destin des sorciers (2010)
- Le Secret de l'anesthésiste (2010)
- La Piste du lynx (2008)[12],[13].
- Le Tombeau des dinosaures (2007)
- La Nuit du viking (2006)
- À la recherche du Lucy-Jane (2005)[14]

## Théâtre
Autrice-dramaturge
- Le petit avare, 2020[15].
- Djeebee, 2020[16].
- Elektro, 2019[17] (co-écriture avec Olivier Challet).

## Prix et distinctions
Elle est sélectionnée pour plusieurs prix littéraires jeunesse.
- Finaliste Prix du Gouverneur général : littérature jeunesse de langue française - texte 2011[18] pour Enigmae.com, tome 3 : L’orteil de Paros